# Sexo con amor
Sexo con amor es una película chilena de 2003, dirigida por Boris Quercia, y protagonizada por Patricio Contreras, Sigrid Alegría, Catalina Guerra, María Izquierdo, Álvaro Rudolphy y Berta Lasala.
Tuvo una audiencia de 990 572 espectadores, siendo la película chilena más vista hasta 2012, cuando fue superada por Stefan v/s Kramer.

## Trama
En una reunión de apoderados, cuyo fin es discutir sobre cómo hablar de la sexualidad a los niños, se comienzan a dar a conocer tres historias relacionadas con el sexo llenas de humor y frustración. Una historia es la de Luisa, profesora del colegio que organiza la reunión de apoderados, esta tiene un romance oculto con uno de los padres del colegio. Otra historia es la de Emilio, un carnicero forzado a una abstinencia por causa de problemas de su esposa. La tercera y última historia es la de Álvaro, un empresario y mujeriego con familia.

## Elenco
- Álvaro Rudolphy - Álvaro
- Sigrid Alegría - Luisa
- Patricio Contreras - Jorge
- Boris Quercia - Emilio
- Francisco Pérez-Bannen - Valentín
- Berta Lasala - Patricia
- Catalina Guerra - Angélica
- Javiera Díaz de Valdés - Susan
- María Izquierdo - Maca
- Cecilia Amenábar - Elena
- Loreto Valenzuela - Mónica
- Teresa Münchmeyer - Nana Marta
- Carolina Oliva - Eli
- Catherine Mazoyer - Enfermera

## Banda sonora

### Lista de temas
1. Sexo con Amor - Pettinellis (03:21)
2. Que Pacho - González y Los Asistentes (03:23)
3. Tu cariño se me va - Buddy Richard (03:26)
4. Mentira - Buddy Richard (04:21)
5. Ch bah Puta la Guea - Pettinellis (02:33)
6. Lavadora - Pettinellis (02:06)
7. Luisa- Pettinellis (02:15)
8. Pepino - Pettinellis (01:25)
9. Test - Pettinellis (00:46)
10. Sexo sin Amor - Pettinellis (00:32)
11. La Loca y El Psiquiatra- Boris Quercia (02:18)
12. Persecución - Pettinellis (03:15)
13. Diálogos - Sexo con Amor (01:32)
14. Tu o Va L'Americano [EP EPettinellis] - Pettinellis (03:39)
15. Hospital (Cumbia) [EP EPettinellis] - Pettinellis (04:58)
16. La Flor de la Verbena [EP EPettinellis] - Pettinellis (02:23)
17. Requetemix Ch bah Puta La Güeá [EP EPettinellis] - Pettinellis (Jorge González Mix) (07:48)